# Numéro CAS
Le numéro CAS (CAS number ou CAS registry number en anglais) d'une substance chimique, polymère, séquence biologique et alliage est son numéro d'enregistrement unique auprès de la banque de données de Chemical Abstracts Service (CAS), une division de l'American Chemical Society (ACS). Le CAS assigne ces numéros à chaque substance chimique qui a été décrite dans la documentation. De plus, CAS maintient et commercialise une base de données de ces substances, le CAS Registry.

## Description
En 2018, plus de 90 millions de substances organiques et inorganiques ont reçu un numéro CAS. 219 millions de substances ont reçu un numéro CAS depuis le XVIIIe siècle. Plus de dix substances sont enregistrées par minute, soit 604 800 nouvelles substances par semaine. Le but est de faciliter les recherches dans les bases de données, vu que les produits chimiques ont souvent différents noms. Presque toutes les bases de données de molécules actuelles permettent une recherche par numéro CAS.
Les numéros CAS sont attribués dans un ordre croissant et n'ont pas de signification particulière. Une entrée se décline en trois parties séparées par un tiret. La première peut contenir jusqu'à sept chiffres, la deuxième contient deux chiffres, la troisième contient un chiffre pour la somme de contrôle. Cette dernière se calcule en prenant le 1er chiffre fois 1, le 2e fois 2, et ainsi de suite en partant de l'avant-dernier (de droite à gauche). La somme de ces résultats intermédiaires est ensuite additionnée modulo 10. Par exemple, le numéro CAS de l'eau est 7732-18-5 : sa somme de contrôle vaut (8×1 + 1×2 + 2×3 + 3×4 + 7×5 + 7×6) = 105  et 105 mod 10 = 5 soit le dernier groupement du numéro CAS.
Les différents isomères d'une molécule ont un numéro CAS différent : le D-glucose a 50-99-7, le L-glucose a 921-60-8, le α-D-glucose a 26655-34-5, etc. À l'inverse parfois, une classe complète de molécules reçoit un seul numéro : le groupe des alcools déshydrogénases a 9031-72-5.
Lors de recherche par numéro CAS dans les bases de données, il est utile d'inclure le numéro de composés proches. Par exemple, pour chercher de l'information sur la cocaïne (50-36-2), il faut aussi chercher pour chlorhydrate de cocaïne (53-21-4), puisque c'est sous cette forme que la cocaïne est utilisée en tant que drogue.

## Ressources
Pour retrouver le numéro CAS d'un composé à partir de son nom, de sa formule chimique ou de sa structure, les ressources libres[réf. souhaitée] suivantes sont disponibles : ChemIDplus, Chemistry WebBook, NCI Database Browser, ChemSub Online: Portal and Information System on Chemical Substances et ChemExper.